# Best Wishes (Cro-Mags)
Best Wishes è il secondo album in studio del gruppo hardcore statunitense Cro-Mags, pubblicato nel 1989.

## Tracce
1. Death Camps – 5:22
2. Days of Confusion – 2:19
3. The Only One – 4:55
4. Down But Not Out – 3:59
5. Crush the Demoniac – 3:56
6. Fugitive – 4:40
7. Then and Now – 3:12
8. Age of Quarrel – 4:45

## Formazione
- Harley Flanagan – voce, basso
- Parris Mitchell Mayhew – chitarra
- Doug Holland – chitarra
- Pete Hines – batteria